# Alexandra Varrin
Alexandra Varrin une écrivaine française née en 1985

## Œuvres
- Serpents, Nantes, France, Éditions Amalthée, 2008, 212 p.  (ISBN 978-2-35027-861-2)
- Unplugged : apprivoiser l'éphémère, Paris, Éditions Léo Scheer, coll. « Manuscrits », 2009, 172 p.  (ISBN 978-2-7561-0189-7)
- Omega et les animaux mécaniques, Paris, Éditions Léo Scheer, 2010, 209 p.  (ISBN 978-2-7561-0250-4)
- J'ai décidé de m'en foutre, Paris, Éditions Léo Scheer, 2011, 328 p.  (ISBN 978-2-7561-0342-6)
- C'est maman qui a tué le Père Noël, Paris, Éditions Léo Scheer, 2012, 203 p.  (ISBN 978-2-7561-0400-3)

- prix Claude Milan 2012
- Une semaine dans la vie de Stephen King[2], Paris, Éditions Léo Scheer, septembre 2014, 252 p.  (ISBN 978-2756104522)